# Teratophthalma axilla
Teratophthalma axilla is een vlindersoort uit de familie van de prachtvlinders (Riodinidae), onderfamilie Riodininae.
Teratophthalma axilla werd in 1904 beschreven door H. Druce.